# アブドゥライ・ディアビ
アブドゥライ・ディアビ（Abdoulay Diaby 、1991年5月21日 - ）は、フランス・ナンテール出身のマリ人サッカー選手。プリメイラ・リーガ・ボアヴィスタ所属。ポジションはフォワード。

## 個人成績

### 代表
2019年11月14日現在
| マリ代表 | 国際Aマッチ | 国際Aマッチ |
| 年       | 出場        | 得点        |
| -------- | ----------- | ----------- |
| 2014     | 3           | 1           |
| 2015     | 5           | 1           |
| 2016     | 2           | 2           |
| 2017     | 1           | 0           |
| 2018     | 4           | 1           |
| 2019     | 9           | 2           |
| 通算     | 24          | 7           |

## タイトル
クラブ・ブルッヘ
- ベルギー・プロ・リーグ: 2015-16, 2017-18
- ベルギー・スーパーカップ: 2016

スポルティングCP
- タッサ・デ・ポルトガル : 2018-19[3]
- タッサ・ダ・リーガ : 2018-19[4]